# Jennifer Stone
Jennifer Lindsay Stone, ameriška gledališka, filmska in televizijska igralka, * 12. februar 1993, Arlington, Teksas, Združene države Amerike. Najbolje je prepoznavna po svoji vlogi Harper Finkle v Disneyjevi televizijski seriji Čarovniki s trga Waverly.

## Zgodnje in zasebno življenje
Jennifer Lindsay Stone se je rodila 12. februarja 1993 v Arlingtonu, Teksas, Združene države Amerike.
V zasebnem življenju se zelo razume s Seleno Gomez, s katero igra v televizijski seriji Čarovniki s trga Waverly.

## Kariera
Jennifer Stone je s svojo igralsko kariero začela v starosti šestih let, ko je začela z igranjem v lokalnem gledališču. Pogodbo z igralsko agencijo je sklenila v starosti osem let.
Jennifer Stone je svoj preboj doživela, ko je bila leta 2003 kot Martha sprejeta v igralsko ekipo New Line Cinema televizijske serije Ostarela leva. Za to vlogo je prejela nominacijo za nagrado Young Artist Award, kasneje pa je za vlogo v televizijski seriji Zdravnikova vest dobila še eno nominacijo za isto nagrado. Pojavila se je v televizijskih serijah Line of Fire in Brez sledu. Februarja 2007 je bila sprejeta v igralsko zasedbo Disneyjeve televizijske serije Čarovniki s trga Waverly kot Harper Finkle. Leta 2009 so po seriji posneli tudi istoimenski film. Na YouTubeu je skupaj s svojima sodelavcema iz televizijske serije Čarovniki s trga Waverly, Seleno Gomez in Davidom Henriejem začela objavljati kratke posnetke, pred kratkim pa je začela s snemanjem svoje spletne oddaje na YouTubeu.
Leta 2009 je imela glasovno vlogo v Disney Channelovem televizijskem filmu Ugrabljeni očka. Imela je tudi glasovno vlogo Amande, Candaceine hčerke v prihodnosti, v televizijski seriji Phineas in Ferb. Leta 2010 je imela glavno vlogo v filmu Mala vohunka: Blogerske vojne.

## Filmografija
| Filmi        | Filmi                          | Filmi             | Filmi                                          |
| Leto         | Naslov                         | Vloga             | Opombe                                         |
| ------------ | ------------------------------ | ----------------- | ---------------------------------------------- |
| 2003         | Ostarela leva                  | Martha            |                                                |
| 2009         | Ugrabljeni očka                | Debbie            | Glasovna vloga; Disney Channel                 |
| 2009         | Čarovniki s trga Waverly: Film | Harper Finkle     | Stranska vloga; Disney Channel                 |
| 2010         | Mala vohunka: Blogerske vojne  | Harriet M. Welsch | Glavna vloga; Disney Channel                   |
| Televizija   |                                |                   |                                                |
| Leto         | Naslov                         | Vloga             | Opombe                                         |
| 2004         | Line of Fire                   | Lily O'Donnell    | Epizoda: »Mother and Child Reunion«            |
| 2005         | Brez sledu                     | Brittany          | Epizoda: »The Innocents«                       |
| 2005         | Zdravnikova vest               | Jessica Simms     | Epizoda: »Heavy«                               |
| 2007 - danes | Čarovniki s trga Waverly       | Harper Finkle     | 57 epizod                                      |
| 2009         | Phineas in Ferb                | Amanda            | Epizoda: »Phineas and Ferb's Quantum Boogaloo« |

## Nagrade in nominacije
| Leto | Nagrada            | Kategorija | Delo                     | Rezultat   |
| ---- | ------------------ | --- | ------------------------ | ---------- |
| 2004 | Young Artist Award | »Najboljši nastop v filmu - igralka, stara deset let ali manj«                                                                   | Ostarela leva            | Nominirana |
| 2006 | Young Artist Award | »Najboljši nastop v komični ali dramski televizijski seriji - mlada igralka«                                                     | Zdravnikova vest         | Nominirana |
| 2008 | Young Artist Award | »Najboljši nastop mlade igralske zasedbe v televizijski seriji« (skupaj z Seleno Gomez, Jakeom T. Austinom in Davidom Henriejem) | Čarovniki s trga Waverly | Nominirana |